# Масове вбивство в Осаці
Ма́сове вби́вство в шко́лі Іке́ди (також різани́на в шко́лі О́саки або ма́сове вби́вство в О́саці) — масове вбивство в молодшій школі Ікеди із застосуванням холодної зброї, що сталося 8 червня 2001 року.
Внаслідок атаки Мамору Такуми, 37-річного психічно хворого колишнього ув'язненого, загинуло 8 учнів, ще 15 зазнали серйозних поранень. В серпні 2003 року Такума був засуджений до смертної кари і страчений у вересні 2004 року.
Станом на 2025 рік масове вбивство в Осаці залишається найсмертоноснішим нападом на заклад освіти в історії Японії.

## Нападник
Нападником виявився Мамору Такума — 37-річний чоловік з Ітамі, префектура Хіоґо, що з дитинства страждав на психічні розлади на антисоціальну поведінку, а також мав велике кримінальне минуле, що включало судимість за зґвалтування.
У підлітковому віці нестабільна поведінка Такуми призвела до того, що його було відраховано зі школи, а батько зрештою відмовився від нього. Після звільнення з в'язниці у 1989 році Такума переїхав до сусіднього міста Ікеда, префектура Осака, де працював на різних підробітках, але його постійно звільняли через нестабільну або агресивну поведінку.
У 1999 році він потрапив до психіатричної лікарні, коли під час роботи прибиральником у початковій школі Ікедзірі міста Ітамі підсипав темазепам у чай, який він подав вчителям і в результаті чого персонал був госпіталізований. У психіатричній лікарні Такума намагався покінчити життя самогубством, але незабаром був визнаний придатним для звільнення. У жовтні 2000 року Такума був звинувачений у нападі на коридорного під час роботи водієм таксі в Осаці.

## Перебіг подій
8 червня 2001 року о 10:15 ранку за місцевим часом Такума увійшов до елітної початкової школи Ікеда, філії Університету Кіойку в Осаці. Озброївшись кухонним ножем, він хаотично наносив удари учням і вчителям, убивши вісьмох дітей у віці від семи до восьми років і серйозно поранивши ще тринадцятьох дітей і двох вчителів. За кілька хвилин після початку атаки кілька співробітників роззброїли нападника, після чого той виголошував незв'язні заяви.
Такума вчинив різанину в день свого судового слухання у справі про напад на листоношу в жовтні 2000 року.

## Жертви
Всі жертви були ученицями другого класу, за винятком одного першокласника.
- Юкі Хонго (本郷 優希 Hongō Yūki);
- Маюко Ісака (猪阪 真宥子 Isaka Mayuko);
- Юка Кісо (木曽 友香 Kiso Yūka);
- Аяно Морівакі (森脇 綾乃 Moriwaki Ayano);
- Макі Сакаі (酒井 麻希 Sakai Maki);
- Такахіро Тоцука (戸塚 健大 Totsuka Takahiro) (єдиний хлопчик, що загинув в результаті нападу);
- Хана Цукамото (塚本 花菜 Tsukamoto Hana);
- Рена Ямасіта (山下 玲奈 Yamashita Rena).

## Наслідки
Після нападу у нападника діагностували параноїдний розлад особистості. В серпні 2003 року Такума був засуджений до смертної кари і страчений 14 вересня 2004 року.
Атака на школу в Осаці стала шостою за кількістю жертв масовим вбивством, поступаючись за кількістю жертв лише зариновій атаці в токійському метро, пожежі в кінотеатрі в Осаці, різанині в Сагаміхарі, підпалу анімаційної студії в Кіото та пожежі в будівлі Мьодзьо 56. Інцидент вирізнявся віком жертв, місцем проведення та історією психічних захворювань злочинця. Через ці фактори напад підняв питання про соціальну політику Японії щодо психічних хвороб, прав жертв і злочинців, а також про доступність і безпеку японських шкіл.
Після нападу Йошіо Ямане керівник школи оголосив, що навчальний заклад найме охоронця, що на той час було нечуваною практикою для японських шкіл. У деяких дітей, викладачів та батьків розвинувся посттравматичний стресовий розлад.